# Neil Gorsuch
Neil McGill Gorsuch (født 29. august 1967 i Denver, Colorado) er en amerikansk dommer i USA's højesteret, som blev udnævnt af Donald Trump i 2017. Han er uddannet på Columbia, Harvard og Oxford. Fra 2006 til 2017 han var dommer i tiende føderale kreds appeldomstol (Engelsk:United States Court of Appeals for the Tenth Circuit). Hans mor, Anne Gorsuch Burford, var chef for den amerikanske forbundsregerings miljøbeskyttelsesagentur EPA under Ronald Reagan-administrationen.